# Alberto Hernández (fotbalist)
Andrés Alberto Hernández Socas (n. 8 martie 1977, Las Palmas de Gran Canaria, Las Palmas, Spania), cunoscut sub numele de Alberto Hernández, este un fotbalist spaniol retras din activitate care, a jucat ca mijlocaș defensiv.